# 景学勤
景学勤（1940年—），山东莱芜人，中国人民解放军将领、中国人民解放军空军中将。 
1995年，授予中国人民解放军空军中将，曾任空军副司令员。 